# Shun Hing Square
Am Shun Hing Square (信兴广场) steht der vierthöchste Wolkenkratzer der Stadt Shenzhen, der Diwang Dasha (Erd-König Hochhaus). Der Turm ist unter Berücksichtigung der Stahlspitzen 384 Meter hoch und damit nach dem Pingan International Finance Center (599 Meter), dem Kingkey 100 (442 Meter) und den China Resources Headquarters (392 Meter) das vierthöchste Gebäude der Stadt. Zum Zeitpunkt seiner Fertigstellung im Jahr 1996 war der Wolkenkratzer das höchste Hochhaus Chinas und das dritthöchste der Welt nach dem Sears Tower in Chicago und den Türmen des World Trade Center in New York. Es war das erste Mal, dass ein Wolkenkratzer außerhalb der Vereinigten Staaten das berühmte Empire State Building überragte. Allerdings nur nach der strukturellen Höhe, sowohl das Dach als auch die Antennenspitze des Empire State Buildings ist höher als das Dach bzw. die Turmspitze des Shun Hing Squares. Bis 2011 blieb es das höchste Gebäude in Shenzhen.
Im auch Di Wang Commercial Building genannten Gebäude befinden sich auf 273.349 m² Büros internationaler Unternehmen, Appartements und eine Shopping-Mall. Zusammen mit dem 33 Etagen hohen Appartement-Nebengebäude bildet der Shun Hing Square ein wichtiges Einzelhandelszentrum der Stadt. Die Architekten von K.Y. Cheung Design Associates schufen ein modernes Äußeres mit einer grau-grünen Glasfassade. Im oberen Gebäudeteil ragen jeweils links und rechts zwei spitzwinklige Dreiecke aus dem Gebäude; Nachts werden die Stahlspitzen beleuchtet.
Im 69. Stockwerk auf einer Höhe von etwa 300 Metern ist eine öffentlich zugängliche (kostenpflichtig) Etage mit 360° Aussicht über Shenzhen.

## Ansichten

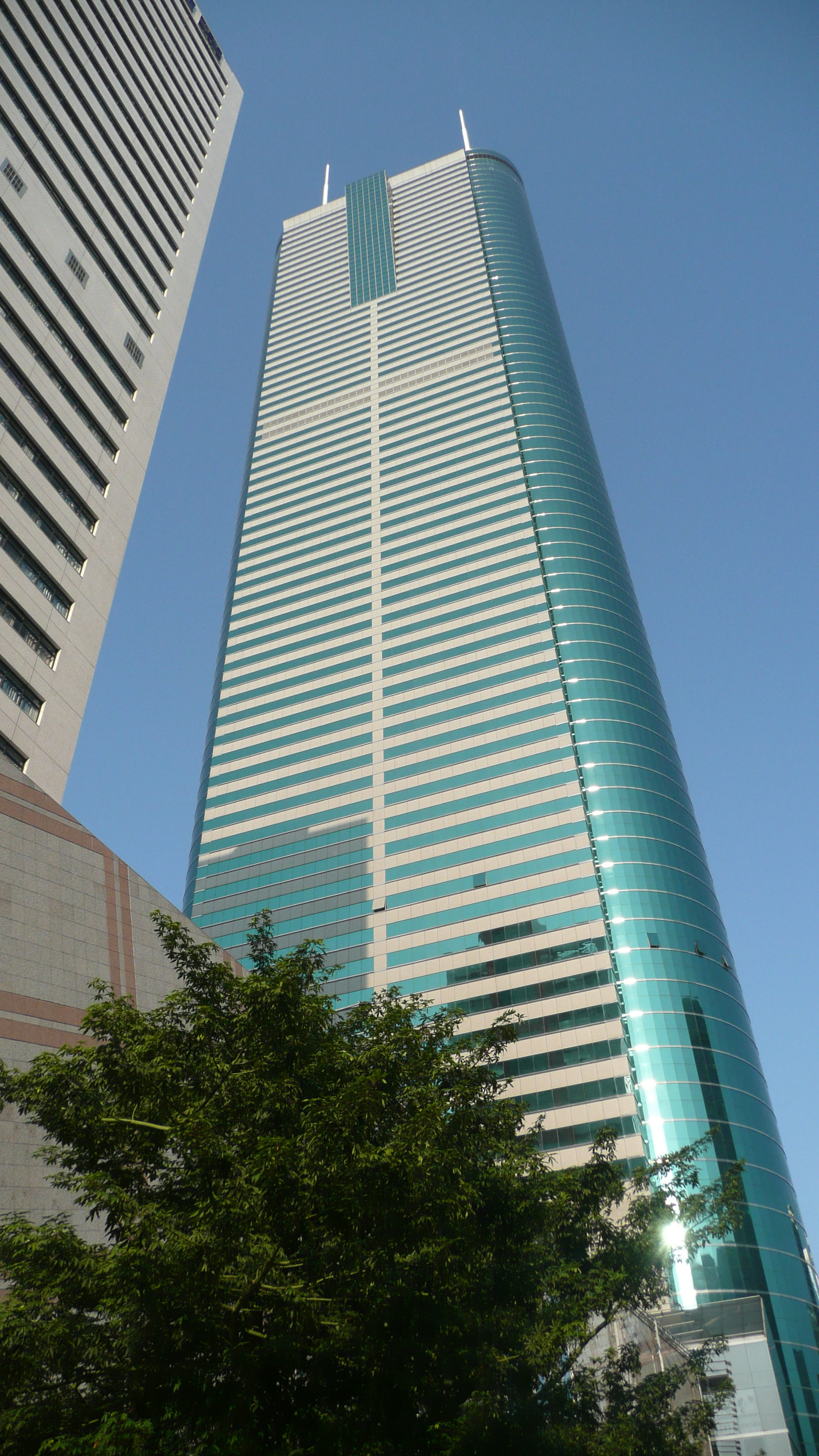
Blick von unten
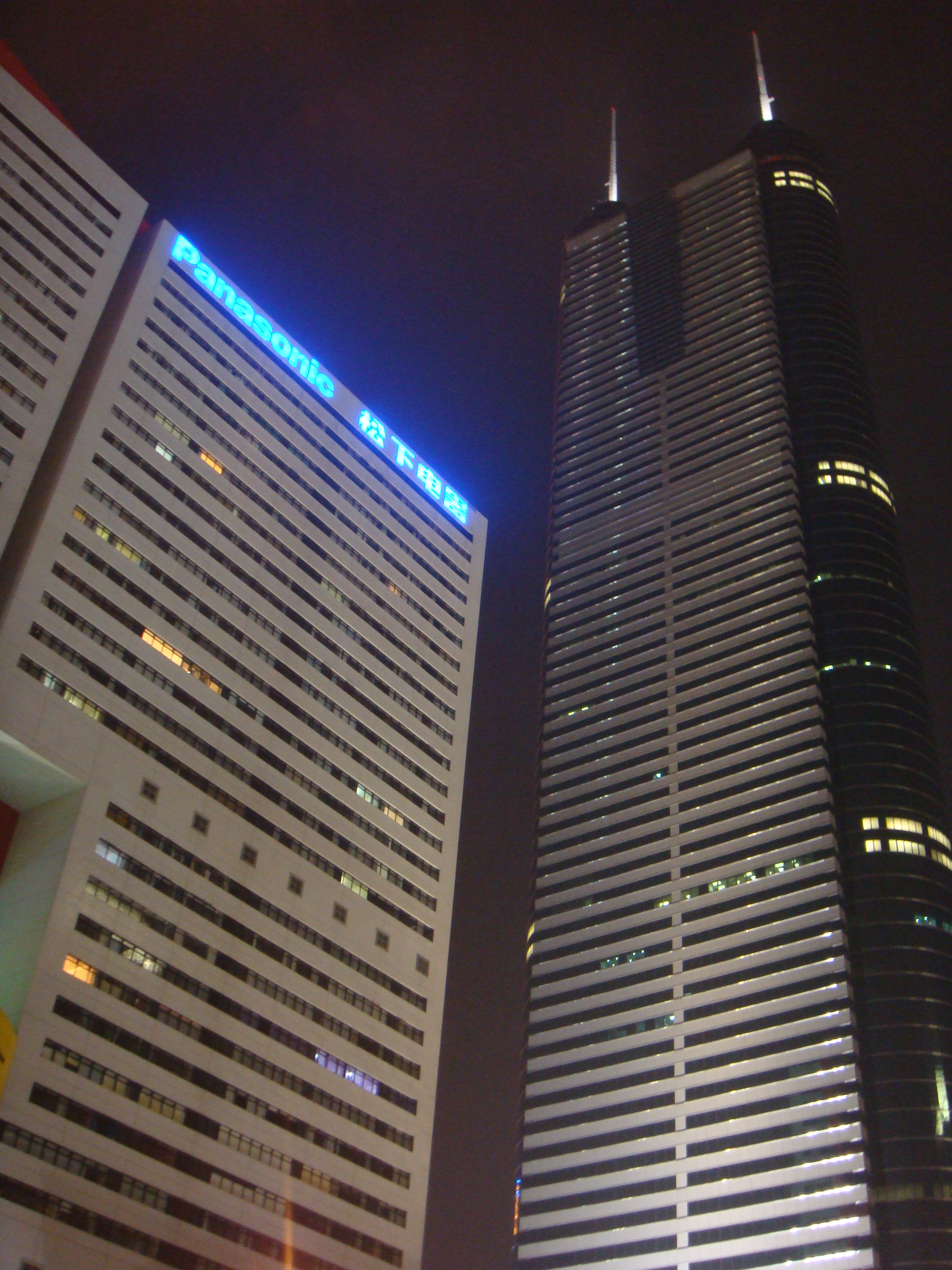
Das Gebäude bei Nacht
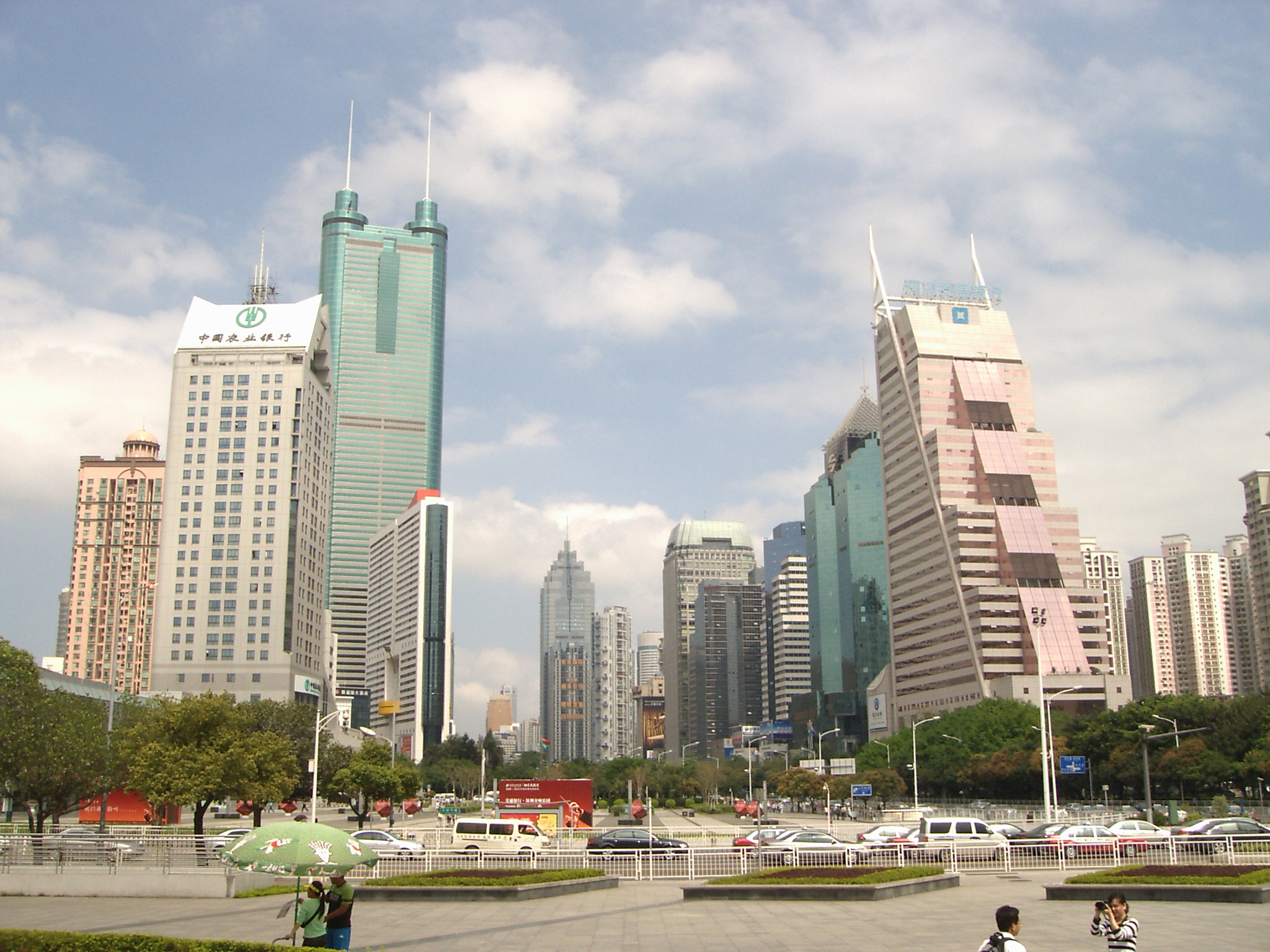
Shun Hing Square im Stadtkontext
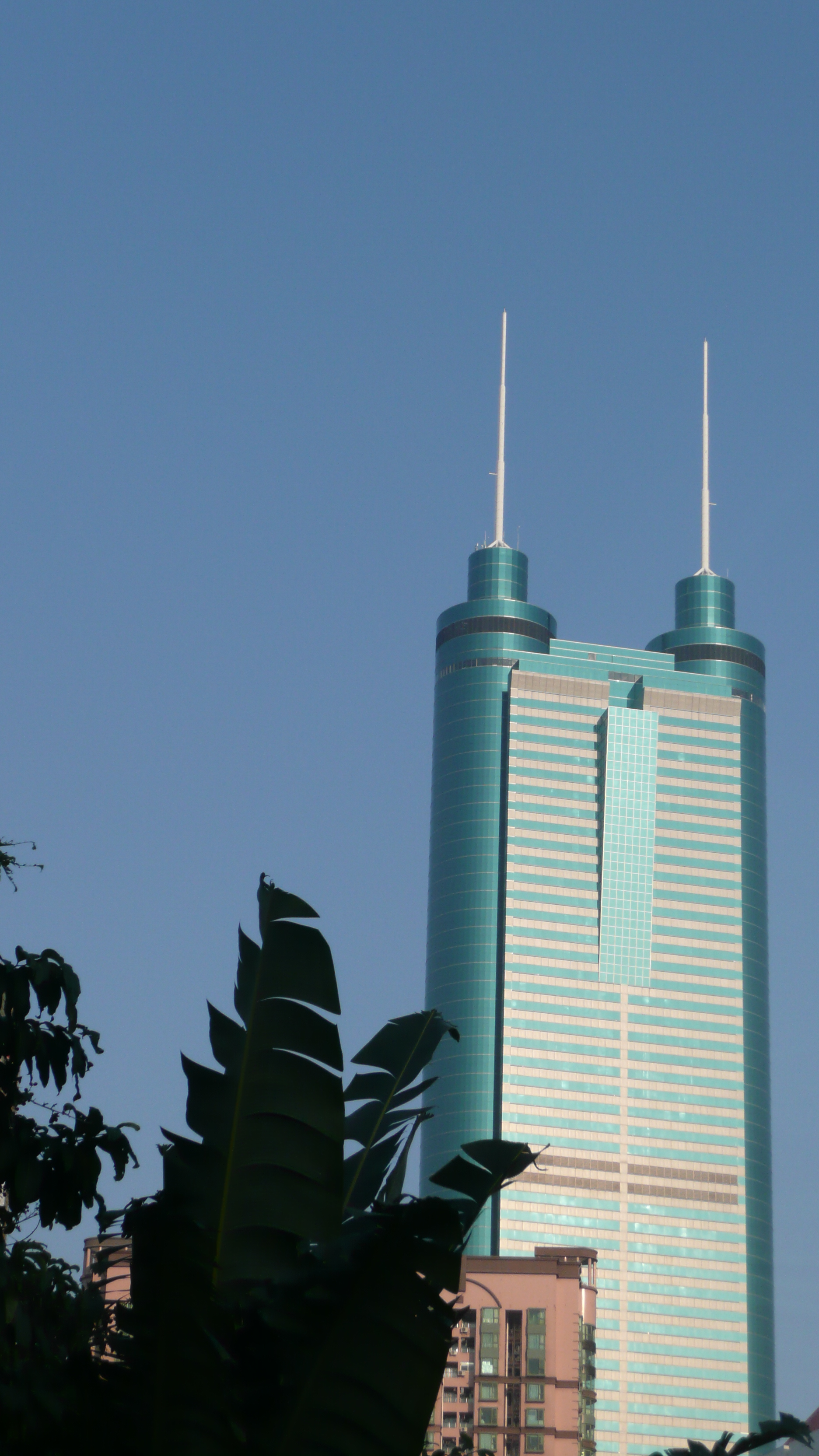
Der obere Part des Baus